# 1318 Nerina
Az 1318 Nerina (ideiglenes jelöléssel 1934 FG) a Naprendszer kisbolygóövében található aszteroida. Cyril Jackson fedezte fel 1934. március 24-én, Johannesburgban.